# 逾越節
逾越節（希伯來語：‎）是猶太教節日之一。逾越节是为了紀念耶和華降臨十災的最後一災越過以色列人的房屋，殺死埃及一切頭胎生物的同時还殺死埃及人的長子，用以催促並警告一直心硬的法老，釋放為奴的以色列人離開埃及，還他們自由的故事。

## 第一個逾越節
《妥拉》中《出埃及记》的第12章25-27节中写道，逾越節行的禮是獻給耶和華逾越節的祭：當以色列人在埃及的時候，耶和華擊殺埃及人，越過以色列人的房屋，救了以色列人各家。
以色列人在埃及時，受到埃及人的苦役；上主選召摩西，帶領以色列人離開埃及，脫離奴役的身分，前往上主應許的迦南美地。《妥拉》中《出埃及記》的第12章記載著：
|  | 摩西召了以色列的眾長老來，對他們說：「你們要按着家口取出羊羔，把這逾越節的羊羔宰了。拿一把牛膝草，蘸盆裏的血，打在門楣上和左右的門框上。你們誰也不可出自己的房門，直到早晨。因為耶和华要巡行擊殺埃及人，他看見血在門楣上和左右的門框上，就必越過那門，不容滅命的進你們的房屋，擊殺你們。這例，你們要守著，作為你們和你們子孫永遠的定例。日後，你們到了耶和华按着所應許賜給你們的那地，就要守這禮。你們的兒女問你們說：『行這禮是甚麼意思？』你們就說：『這是獻給耶和华逾越節的祭。當以色列人在埃及的時候，他擊殺埃及人，越過以色列人的房屋，救了我們各家。』」 |

## 現代的逾越節

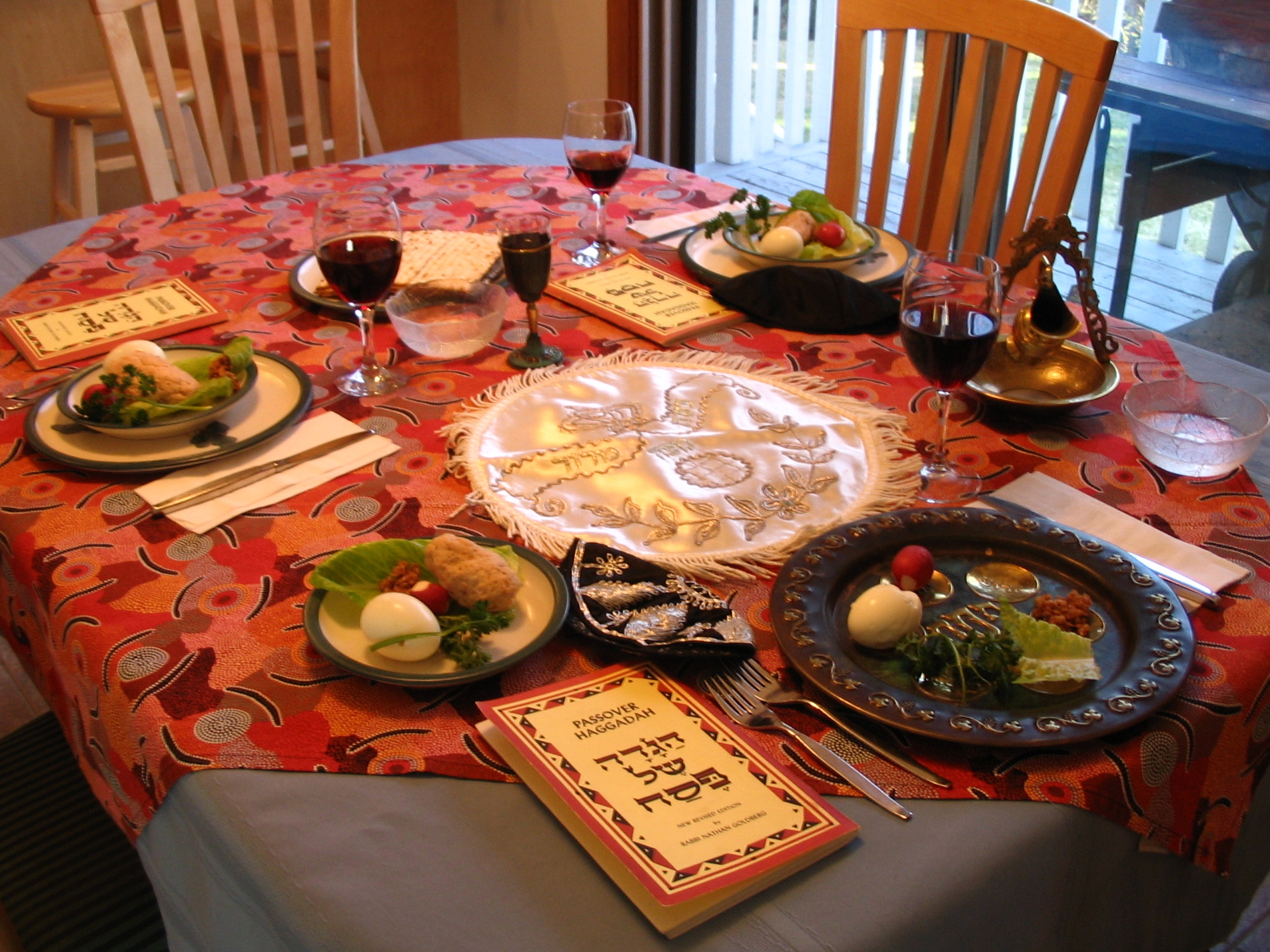
Seder的陳設

目前逾越節的慶祝方式，是由聖殿第二度被毀開始的。由於聖殿被毀（到公元135年，猶太人甚至被逐出巴勒斯坦），到耶路撒冷過節變成了一句流於形式的話，直到1967年，而羊肉亦變成了羊骨。

## 现代节期的变化
现代犹太教逾越节庆祝的时间与古代的不尽相同。
现代犹太人的历法是以19年为周期，固定每个月的长短和置闰时机。而古代犹太人的历法则是按照天文观测，当耶路撒冷出现新月的那一天作为一个月的第一天。中东地区的传统历法以日落作为每一日的开始，而新月跟随着太阳从地平线上升起、在日落后不久落下。这样古代的以色列人在春分前后，观测到耶路撒冷出现新月的那天，就是尼散月一日的开始。从这天向后数14日就是逾越节。而现代的固定历法会产生18至30小时、甚至一整个月的误差。
除此之外，一种说法是耶穌在尼散月14日守逾越节。这个“偏差”可能来自于对希伯来历法的误解。与希伯来历每日开始于日落不同，现代一般的习惯是每日开始于子夜。因此虽然当耶稣在尼散月14日的日落后与门徒进晚餐时已经是尼散月15日了；但是按照后世的习惯，尼散月14日还未结束。在尼散月14日过耶稣受难日及以此计算复活节的基督教派被称为守十四日派。

## 补过逾越节
以珥月十四日（宗教曆的二月，即西曆4月至5月期間）是補過逾越節。是特別為那些在上月因不潔或遠行不能參加逾越節的人而設的。 
補過逾越節的起因記載於《民數記》第9章第1-14节。當時有些人因接觸了死屍而不潔，不能守逾越節。他們來到摩西和亞倫面前，提出他們因為不潔而不能在所定的日期守節，要求給他們另一次機會。耶和華因此讓他們在一個月後補過逾越節。

## 基督教與逾越節
耶穌受難前，最后的晚餐就是耶稣與門徒共進逾越節晚餐，根据犹太人对一天的定义起于日落，终于第二天日落的方法，耶穌在当年逾越节的这天（星期四日落至星期五日落）死去的。
一般教会的做法与犹太教还有不同，大部分教会认为耶穌是在星期五（安息日前一天）被杀害的，所以他们的“逾越节”纪念，又称耶穌受难纪念一定是在聖週中的星期五举行，稱為聖週五，而耶穌是在周日（耶和華創造天地的第一日）复活，復活節與逾越節同期舉行。但是由于不可能每年逾越节正好是星期五，所以大部分教会的庆祝节日很少和犹太人的节日吻合。
舊約的逾越節與新約的不同，耶穌在新約逾越節中以自己的血立新約（《路加福音》第22章第20节），並說明要記念這日。在《約翰福音》第6章第53-54节中，耶穌說明只有「吃我肉，喝我血的人就有永生。」現時的基督教教會會有聖餐儀式，不過不會遵守聖餐儀式岀處的逾越節。
《出埃及记》第12章第10-14节，逾越節被定為耶和華百姓的「世世代代永遠的定例」。不過基督徒並沒有遵守逾越節的定例。